# Hapoel Petach Tikvah
Hapoel Petach Tikvah FC er en israelsk fodboldklub fra byen Petach Tikvah. Klubben spiller i den bedste israelske liga, Ligat ha'Al og har hjemmebane på Ramat Gan Stadion. Klubben blev grundlagt i 1934, og har siden da sikret sig seks israelske mesterskaber, hvoraf de fem blev vundet i træk i årene mellem 1959 og 1963, samt fire pokaltitler.

## Titler
- Israelske Mesterskab (6): 1955, 1959, 1960, 1961, 1962 og 1963
- Israelske pokalturnering (4): 1986, 1990, 1991 og 2005